# Кофтгари

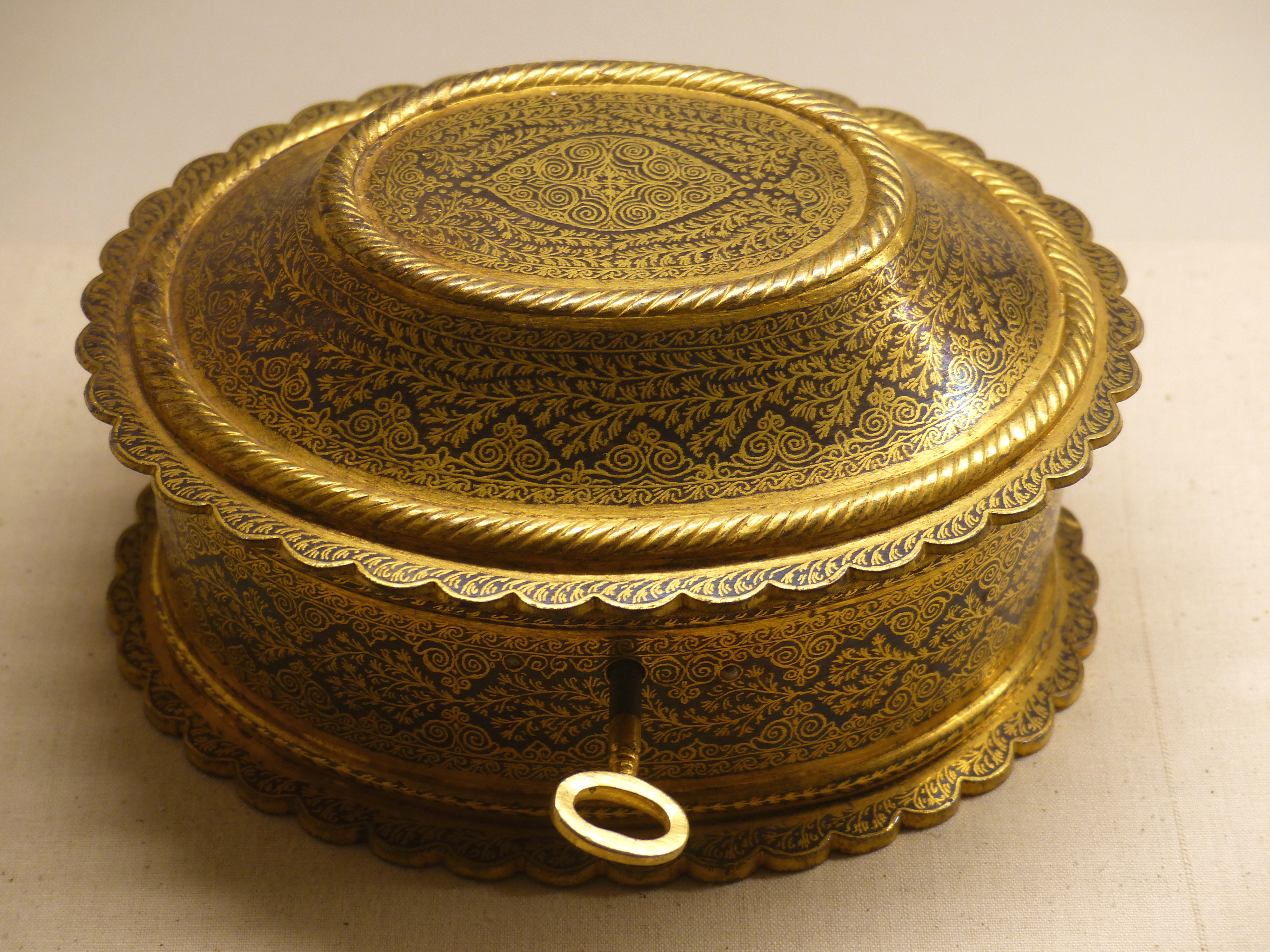
Коробочка для хранения листьев бетеля, Джодхпур, Раджастан, XIX век. Музей Мехрангарха

Кофтгари (перс. koft‎ «переплетённый, перевитый») — традиционная индийская техника насечки золотом или серебром. Одной из наиболее распространённых техник отделки катаров — традиционных индийских кинжалов.

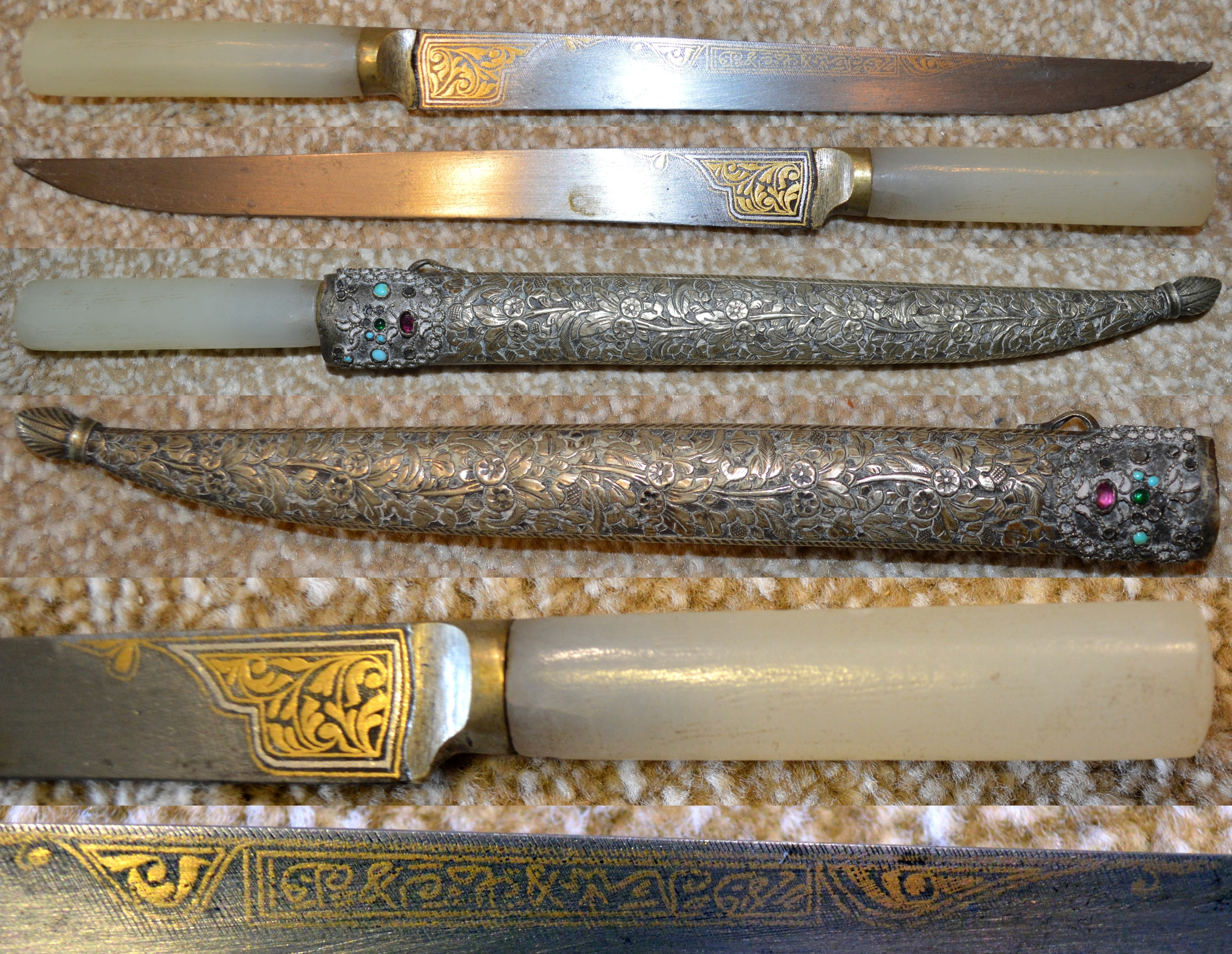
Османские кинжалы XVIII—XIX веков с золотой выделкой кофтгари

Суть техники кофтгари заключается в следующем: на поверхность с помощью острой металлической иглы наносится рисунок из глубоких царапин. В эти царапины укладывается и вколачивается золотая (реже серебряная) проволока. После этого поверхность нагревают, затем снова обрабатывают молотком. Финальным этапом является полировка поверхности природным абразивом (белым пористым индийским камнем).